# 키릴 콘드라신

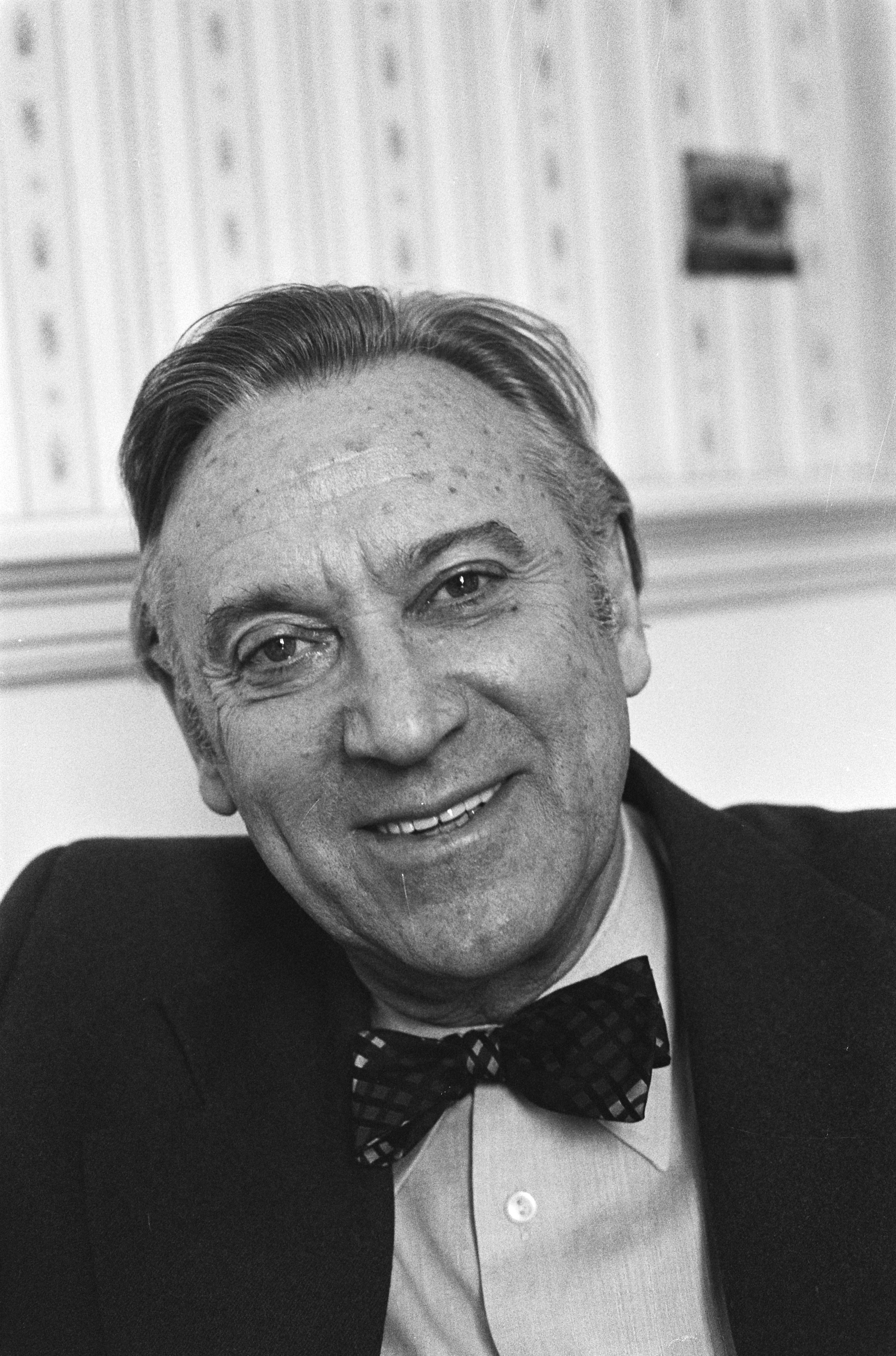

키릴 페트로비치 콘드라신(러시아어: Кири́лл Петро́вич Кондра́шин, Kirill Petrovich Kondrashin, 1914년 3월 6일~1981년 3월 7일)은 러시아의 지휘자이다.

## 생애
1914년에 모스크바에서 태어났고, 연주자로 활동하던 양친의 영향으로 일찍부터 피아노와 음악 이론을 배우고 1931년에 모스크바 국립음악원에 입학해 보리스 하이킨에게 지휘를 배웠다. 1934년에 졸업 후 모스크바 음악극장의 부지휘자와 레닌그라드 말리 극장의 지휘자를 차례로 역임했고, 레닌그라드 포위전 시기에는 도시 방어선 구축에 참가하기도 했다. 1943년에는 스승인 하이킨의 추천으로 볼쇼이 극장의 지휘자가 되어 오페라와 발레의 지휘 경험을 쌓았다.
1949년에 소련 청소년 교향악단의 지휘자 자격으로 체코와 헝가리, 폴란드의 음악제에 초청되어 첫 해외 공연을 가졌고, 이 시기부터 스뱌토슬라프 리흐테르나 에밀 길렐스, 다비드 오이스트라흐, 레오니드 코간, 므스티슬라프 로스트로포비치, 다닐 샤프란 등의 유명 독주자들과 자주 협연 무대를 마련하면서 유명세를 얻기 시작했다. 1958년에는 제1회 차이콥스키 국제음악콩쿨의 결선 협연 지휘자로 출연했고, 피아노 부문 1위 입상자인 밴 클라이번과 미국에서 순회 공연과 음반 녹음을 진행해 화제가 되었다.
1960년에는 모스크바 필하모닉 오케스트라의 음악 감독으로 임명되었고, 말러와 쇼스타코비치의 교향곡을 비롯한 대곡들을 주로 다루면서 악단 기량 향상과 단원들의 처우 개선에도 힘썼다. 특히 쇼스타코비치가 스탈린 치하에서 발표를 미뤄왔던 교향곡 제4번과 예프게니 예프투셴코의 문제작 시집을 가사로 한 교향곡 제13번 '바비 야르' 의 초연은 소련 내에서 큰 논쟁을 불러일으키기도 했다.
1967년에는 오이스트라흐 부자를 협연자로 모스크바 필과 일본에서 순회 공연을 개최했고, 1975년에는 쇼스타코비치의 교향곡 전곡 녹음을 완료해 세계 최초의 쇼스타코비치 교향곡 전집을 소련 국영 음반사였던 멜로디야에서 출반했다. 이외에도 말러의 교향곡 음반들과 프로코피에프, 하차투리안, 버르토크, 베토벤, 차이콥스키, 드뷔시, 라벨 등의 음반들도 제작되었다. 그러나 악단 운영과 관리를 둘러싸고 정부 등의 당국자들과 잦은 의견 대립 끝에 1975년에 음악 감독직에서 퇴진했고, 1978년에 암스테르담에서 암스테르담 콘서트허바우 관현악단을 객원으로 지휘하던 중 망명했다.
망명 후에는 주로 네덜란드에 거주하면서 콘서트허바우의 수석 객원 지휘자 자격으로 주로 활동했으며, 라파엘 쿠벨릭의 사임으로 상임 지휘자 공석 상태였던 바이에른 방송 교향악단과도 여러 차례 객원으로 연주회를 개최했다. 이외에도 시카고 교향악단이나 빈 필하모닉 오케스트라, NHK 교향악단 등의 연주회에도 객원으로 출연했고, 바이에른 방송 교향악단에서는 1982년부터 상임 지휘자로 활동할 예정이었다. 그러나 1981년 3월 7일에 급병으로 지휘를 취소한 클라우스 텐슈테트의 대역으로 북독일 방송 교향악단의 암스테르담 공연을 지휘한 직후 심장 발작으로 타계했다.
지휘 활동 외에 후진 양성을 위한 세미나나 마스터클래스 등도 활발히 진행했으며, 소련에서는 지휘법 교본이나 차이콥스키 교향곡 분석집 등의 이론 서적들을 집필하기도 했다. 사후 인터뷰 자료 등 사적인 대화록 등을 담은 대담집도 출간되었다. 녹음은 망명 이전에 주로 멜로디야에서 제작했으나, 미국과 영국에서 공연하면서 RCA나 데카에도 소량 취입했다. 망명 후에는 주로 필립스와 음반 작업을 했으며, 실황 음원들도 필립스와 EMI, 일본의 알투스와 킹레코드 등에서 CD로 출반되고 있다.

## 에피소드
- 볼쇼이 극장의 지휘자를 역임한 이후 콘드라신은 콘서트 지휘자로 주로 활동했으나, 차이콥스키 콩쿨의 여파로 서방에서는 주로 반주 지휘자로 유명세를 얻고 있었다. 콘드라신 본인도 이러한 소문을 의식해서였는지, 해외 공연 때 말러나 쇼스타코비치 등을 위시한 본격적인 관현악 작품들을 연주 곡목에 적극적으로 포함시켰다.

- 쇼스타코비치와 콘드라신은 2차 세계대전 중에도 공연 때 만난 적이 있었지만, 직접적으로 친분을 쌓은 것은 1960년대 초반부터였다. 교향곡 제4번과 제13번의 초연도 1961년과 1962년이었고, 이 시기부터 쇼스타코비치 교향곡 전곡 녹음이 시작되었다. 예프게니 므라빈스키와 쇼스타코비치의 관계가 소원해지면서 콘드라신은 국내외에서 쇼스타코비치 전문 지휘자 중 한 사람으로 부각되었고, 망명 후에도 서방에서 작품 연주와 보급에 힘썼다.

- 콘드라신은 지휘 활동 초기에는 지휘봉을 사용했으나, 모스크바 필의 음악 감독으로 임명된 뒤에는 지휘봉 없이 맨손으로 지휘했다. 소련 시절에 낸 지휘법 교본도 맨손 지휘에 바탕을 둔 것이었으나, 망명 후에는 다시 지휘봉을 사용해 지휘했다.

- 바이올리니스트 정경화는 1979년에 전속 음반사인 데카에 콘드라신이 지휘하는 빈 필하모닉 오케스트라와 베토벤의 바이올린 협주곡을 녹음했는데, 이는 한국인 연주가가 빈 필과 남긴 최초 녹음이자 소련 출신 지휘자와 협연한 최초 녹음으로 화제가 되었다.

## 수상 경력
- 1938년: 전 소련 지휘자 콩쿨 명예상
- 1947년: 스탈린 훈장 (오페라 지휘 공로)
- 1948년: 스탈린 훈장 (오페라 지휘 공로)
- 1974년: 국제 말러 협회 말러 금메달